# ペリーヌ物語
『ペリーヌ物語』（ペリーヌものがたり）は、1978年1月1日から12月31日までフジテレビ系列で、毎週日曜19:30 - 20:00（JST）に全53話が放送された、日本アニメーション制作のテレビアニメーション。「世界名作劇場」の第4作に当たる。1978年文化庁こども向けテレビ用優秀映画作品賞を受賞。

## 概要
原作はフランス人作家エクトール・アンリ・マロの『アン・ファミーユ』(En famille、「家族と共に」の意)。邦題は『家なき娘』（いえなきこ、いえなきむすめ）または、『家なき少女』（いえなきしょうじょ）。後年「世界名作劇場」枠で放送された『家なき子レミ』と対になる物語で、本作品の放送開始から遡ること3か月前にも、日本テレビで『家なき子』（東京ムービー新社制作）が放送されている。
放映年の1978年は、元日（1月1日）と大晦日（12月31日）がともに日曜であったため放映があり、1年を通してプロ野球中継や特別番組などによる休止もなかったため、「世界名作劇場」シリーズの中では全53話と最も話数が多い。ドイツでは、第40話から42話までの3話を2話のエピソードとして編集された従来の話数よりも1話少ない全52話の作品として、1985年にSat.1で放送された。
それまで1年おきに世界名作劇場を手がけ、本作品でも監督として参加が予定されていた高畑勲が、本作品のタイトル決定後、原作に否定的な立場を見せて監督を拒否したため、急遽『あらいぐまラスカル』を制作中だった斎藤博に監督を依頼することになり、さらに高畑の監督拒否にともなって当初参加を見込んでいた小田部羊一、宮崎駿らも不参加となったため、残った美術監督の井岡雅宏を除いてスタッフの座組みを一から作り直すことになるトラブルがあった。
日本アニメーションでは名作劇場の制作にあたって、前年のタイトル決定を受けて物語の舞台となる現場でロケを行ってから実制作に入っていたが、高畑に端を発する前出のトラブルの影響で、本作品では恒例の海外ロケを行うことができず、その結果同じくフランスが舞台である『家なき子レミ』『レ・ミゼラブル 少女コゼット』といったシリーズの他作品とは異なり、フランスであるはずの風景がドイツのハイデルベルクの風景になっている場面や、ギリシャなどの南欧を除いてヨーロッパには生息していないため聞こえるはずのないセミの鳴き声を夏の場面の効果音として用いているといったミスとして作品に残ることになった。

## あらすじ
ペリーヌ・パンダボアヌと母親のマリはボスニアの小さな村に逗留していた。共に旅をしていた父親のエドモンがこの地で病に倒れて、命を落としたためである。ペリーヌとマリはエドモンを埋葬して弔いを終えると、ロバのパリカールの牽く馬車に乗り、エドモンの故郷・フランスのマロクール(最寄りの駅はピキニ)を目指しての旅を再開する。マリはエドモンの仕事を引き継ぎ、写真師として道中の村や街に立ち寄っては仕事をこなして旅費を稼いでいた。クロアチア、イタリア（トリエステ、ベローナ、ミラノ）を経て、早くフランスに到達しようと険しい山越えの道を選び、スイスを抜けてフランスに至った。しかし、アルプス越えの無理がたたり、マリは体調を崩してしまう。病を押してパリまで到着したものの、シモン荘に下宿して養生することになる。ペリーヌは一生懸命にマリを看病し、医者を呼び薬を与えるが、容態は良くならない。次第に所持金がなくなっていき、馬車や写真道具、そしてパリカールまでも人手に渡してしまう。この状況を知ったマリは一日も早くマロクールに到着しなければならないと考え、無理を押して旅立つことを決意する。しかし、マリは旅立ちの朝に倒れ、ペリーヌに「人から愛されるには、まず人を愛しなさい」という言葉を残して息を引き取る。マリの葬儀を終えたペリーヌは、親切にしてくれたシモン荘の人々に見送られ、一人でマロクールへの旅を再開する。
暑い夏の日差しの下、徒歩での旅を続けるペリーヌであったが、疲労と病気とでついに倒れてしまう。あわやというところでペリーヌを救ったのは、懐かしい友・パリカールであった。パリカールの今の持ち主である古物商のルクリは、ペリーヌの旅に同行して助けてくれる。アミアンを経て残りの道のりが一本道になると、ルクリに別れを告げたペリーヌは一人でマロクールに向かう。村の入り口に到着すると、野菜を運んでいる食堂の娘・ロザリーを見つけ、友達になる。ロザリーは道中に見えた立派な屋敷が、当地で大工場を経営するビルフラン・パンダボアヌのものであること、そしてビルフランが自分の言いつけに逆らって家を出て行った息子・エドモンを許していないかもしれないということを教えてくれる。その時、屋敷から厳しい顔つきをした老紳士が馬車に乗って出かけるのを目撃する。ペリーヌはこの人物が祖父であることを悟ると同時に、母がいまわの際に残した「おじいさまはあなたを歓迎しないかもしれない」という言葉が脳裏に蘇った。結局、ペリーヌは祖父との対面を避けて、オーレリィという偽名を使い、マロクールに滞在して様子を見ることにする。その翌日にロザリーの紹介で、パンダボアヌ工場のトロッコ押しとして働き始める。工場の給料は十分なものではなかったが、村はずれにある池のほとりの空き小屋に住むことで家賃を浮かせたり、食器や服や靴などを自作するなどの工夫をして暮らす。
やがてペリーヌに転機が訪れる。サンピポア工場ではイギリス人の技師との意思疎通が上手くゆかず、機械の設置が滞るというトラブルが発生していた。ペリーヌは英会話の能力を買われて、通訳を任される。トラブルの原因を突き止め解決させたことは、ビルフランのペリーヌに対する信頼を大いに向上させた。このことがきっかけでビルフランは目の見えない自分に代わり、ペリーヌを新聞や手紙を読ませるための秘書に抜擢した。こうして祖父に大きく近づいたペリーヌであったが、１通の手紙がきっかけでビルフランがエドモンとマリがインドで結婚したことを認めていないどころか、マリのことを息子をたぶらかした女として憎んでおり、孫にも全く無関心だということを知り、ますます名乗りづらくなるのと同時に心を痛めるのであった。また、ビルフランの身の回りの情報を知るようになったペリーヌは、次期社長の座を狙う工場長のタルエルや、ビルフランの甥のテオドールから付け狙われるようになる。しかし、ビルフランが後継に考えていたのは未だに帰らぬエドモンであった。ビルフランは弁護士のフィリップスに依頼して、ずっとエドモンの所在を調べさせていたが、エドモンが既にこの世にないことを知るペリーヌは気が気でなかった。だが、ついにエドモンがボスニアで死亡していたという事実が判明する日が来る。それを知ったビルフランは力を落として病床に伏せってしまうのであった。ところがある日、かつてエドモンの乳母を務めたロザリーの祖母・フランソワーズの見舞いを受け、秘書のオーレリィ（ペリーヌ）の顔がエドモンの小さい頃にそっくりだという話を聞いたビルフランはある仮説を思いつき、フィリップスに新たな調査を依頼する。やがてフィリップスはビルフランの仮説の通り、オーレリィがペリーヌであるという調査結果を持ち帰り、ビルフランの前でその証明をしてみせる。そして、とうとうペリーヌはビルフランを祖父と呼ぶことが出来、オーレリィ（ペリーヌ）が孫であることを期待していたビルフランとお互いに抱き合って幸せの涙を流すのであった。

## 登場人物

### 主要人物
ペリーヌ・パンダボアヌ
声 - 靏ひろみ
本作品の主人公。13歳。数々の不幸にめげない明るく聡明で大人びたところがある少女だが、バロンと遊ぶ時などに見せる子供らしい無邪気さも持ち合わせている。顔立ちが良く綺麗な声をしており、色々な人からその可愛らしい顔や綺麗な声を褒められている。顔立ちは父のエドモンに似ている。6歳の時にインドのダッカにいた。
ペリーヌの一家は、大規模な製糸工場を経営している祖父のビルフランがいるフランスのマロクールを目指すが、ギリシャからフランスへの旅の途中で父親のエドモンを肺炎で亡くす。第1話はそのエドモンの葬儀後から始まる。しばらくは母親のマリと写真師をして収入を得ながらお供のロバのパリカール、飼い犬のバロン達とマロクールを目指すが、長旅でマリが体調を崩してしまう。マリの薬を買う為に写真機や馬車、これまで旅をしてきたお供のパリカールも売ってしまう。しかし、マリの体調は良くならず病死してしまい、ついに孤児になってしまう。マリの最期の言葉「人に愛されるためには、まず自分が人を愛しなさい」という言葉を胸に、再び飼い犬のバロンとビルフランの住むマロクールを目指し旅する。旅の途中でお金が尽き満足に食事をすることも出来ず空腹と病気で死にかけるが、彼女を助けるために近くを走り回ったバロンがたまたま休憩していたパリカールとパリカールの現飼い主のルクリを見つけペリーヌの元に連れて来て、一命を取り留める。なんとかビルフランのいるマロクールにたどり着くが、ビルフランが父のエドモンを未だに許していないことやマリを憎んでいること、その子供の自身にも興味が無いということを知り深く傷つくが、自身がビルフランの孫だということや本名を隠して「オーレリィ」という偽名を名乗り、マロクールで友人となったロザリーの計らいで、ビルフランの経営する『パンダボアヌ工場』でトロッコ押しの仕事をすることになる。少ない収入でやり繰りする為、川のほとりで見つけた空き小屋に一人で暮らし、自分でスペイン靴やシミーズ、食器など全て自作し、魚や木の実を取ってロザリー達に美味しい料理を振舞うなど、大変器用で生活力がある。パンダボワヌ工場ではトロッコ押しから、英会話の能力を買われ工場の通訳になり、更にはビルフランにその才覚を買われ（孫とは知らず）秘書に抜擢される。ビルフランからその有能な才能と心優しい人柄を気に入られ、ビルフランの秘書としてビルフランの住む屋敷で暮らすことになる。その一人でも力強く生きる生き方や利発で優しい人柄から、彼女は誰からも愛され、彼女の周囲の人をも幸せにしていく。
仮の名前である「オーレリィ」だが、字幕ではすべて「オーレリィ」で統一されている。
原作によると学校に通ったことがなく、知識や知恵は旅の途中でエドモンから教えられた。そのためフランス語の文法や筆記が苦手で、秘書になったのちにビルフランから家庭教師（アニメ未登場）を付けられることになる。
ペリーヌを演じた靏ひろみは開始当時高校生で、本作品が声優としてのデビュー作となった。
マリ・パンダボアヌ
声 - 池田昌子
ペリーヌの母。インド人とイギリス人のハーフで、若干内気な性格だが、落ち着いていて、聡明で心優しくとても美しい女性。旧姓・スティーブンソン（原作ではドレサニ）。写真師である夫のエドモンの助手をしていたことから、ペリーヌに写真師として旅費を稼ぐことを勧められ写真を撮り始める。初めは人の集まりが悪かったが、ペリーヌの提案でインド衣装のサリーを着用し写真師をすることになり、以後、衣装の珍しさとマリの美貌とで旅先で評判となる。旅の途中、ライバルの写真師に写真機ごと盗まれるが、盗んだ事を非難することもなく許した。マリと夫のエドモンはインドのデリーのカトリック教会で式をあげている模様。元々身体が弱い方であり、疲れると小食になり、紅茶だけの食事など栄養を摂らず、体力がない。身体が弱いこともあって旅の途中で倒れてしまう。当分静養することになるが、静養している間に宿代や薬でお金がみるみる無くなっていき手持ちの売れる物も尽きたため、一刻も早くペリーヌをビルフランのもとに早く連れて行こうと病を押して無理な旅をしたために、病気が悪化しパリで亡くなる。最期にペリーヌに言ったマリの「人から愛されるには、まず人を愛しなさい」はペリーヌにとっての金言になった名言である。
原作によると、上級カーストで裕福な家の一人娘。キリスト教に改宗したためにカーストから外されている。親の経営する会社が倒産した後、両親が他界したのをきっかけにエドモン、ペリーヌとともにフランスに向かう。
ビルフラン・パンダボアヌ
声 - 巖金四郎
ペリーヌの祖父。視力を失っている。フランスでも1、2を争う大規模な製糸工場（パンダボアヌ工場）を1代で築き上げ経営しており、大きい屋敷に住んでいる。元来は心優しい人物なのだが、工場の経営に執心するあまり徐々に周囲に気をかけなくなり、他人を一切信用しない、小さなミスすらも絶対に許さない気質から工場の従業員や幹部達からも恐れられている。息子エドモンが自分の意に反してインドでマリと結婚したため一度は親子の縁を切るが、老いた自分の代わりに工場を任せられるのはエドモンしかいないとフィリップ弁護士にエドモンの行方を探させている。エドモンの行方を常に案じる一方、マリには（エドモンをたぶらかした女だと）怨みに近い感情を持っており、その子供にもまったく関心は持ち合わせていない。英語通訳の能力を高く買い秘書として雇ったペリーヌ（オーレリィ）から、旅の話や狩猟小屋での生活の話を聞いて強く心を打たれ、そして忠実で自分を絶対に裏切らない彼女に次第に信頼を寄せていき、実の孫とは気づかないまま自分の屋敷に住まわせる。しかし上記のようにエドモンの妻であるマリとその子供にはまったく関心がないために、ペリーヌの前でも、とくにマリの悪口を散々口にしては彼女を深く傷つける。フィリップ弁護士の調査結果でエドモンの死を知り、失意のどん底に突き落とされ病の床に就いてしまうが、ペリーヌの看病で少しずつ回復する。またその頃からペリーヌが自分のことを心から心配し、愛してくれていると感じはじめる。屋敷に見舞いにやって来たフランソワーズの一言（オーレリィの顔がエドモンの子供の頃の顔によく似ている）で、実はペリーヌがエドモンの娘であり自分の孫ではないか、と仮説を立て、フィリップ弁護士にパリへ調査へ向かわせた。ペリーヌの優しさや愛に触れているうちに、自身も他人を思いやる気持ちを少しずつ取り戻していく。
エドモン・パンダボアヌ
声 - 篠原大作
ペリーヌの父。インドでマリと結婚し、そこでペリーヌをもうける。インドで仕事がうまくいかなかったため、家族でエドモンの故郷であるフランスへ向かう。写真師として生計をたて、マリが助手をつとめていた。作中では第1話とビルフラン邸に飾られている絵、そしてペリーヌの折々の回想シーンだけにしか登場していない。第1話でこのエドモンがボスニアのプソバチャ村（第45話中で判明）で1878年3月19日に肺炎で亡くなっているところからこの物語が始まっている。
原作によると、ビルフランの工場がまだそれほど大きくなかった頃に借金を重ね、激怒したビルフランに罰としてインドに送られた。写真技師ではなく趣味で持っていたカメラを使って路銀を稼いでいたが、あまり上手くは行かなかった。
パリカール
ペリーヌ達の乗った馬車を牽いているロバ。葡萄酒が大好きで、酔っぱらって行方不明騒動を起こしたこともある（第8話）。パリではシモンじいさんの飲み友達。マリの薬を買う為にパリカールを手放すことになるが、ルクリおばさんに安く買い叩かれてしまった。なお元の企画書ではバロンは登場せず、パリカールがマスコットキャラクターとして扱われ、ペリーヌにテレパシーで意志を伝えることができるような特殊能力が付加されていた。その名前はギリシア語のパレカリ（元気な勇ましい男）に由来している。
バロン
ペリーヌが飼っている変わった犬。色々な人から、変な顔の犬、奇妙な顔と言われてしまっている。一応ペリーヌが護衛隊長に任命したが、気まぐれな性格のため、普段はあまり頼りにならない。ほかにも食べ物に目がなくマルセルが落として行ったパンを盗み出したり、芸を披露しながらも肉屋の店主にソーセージを強請ったりするなどワガママなところもある。しかし、瀕死の状態に陥ったペリーヌを助けるべく走り回り、パリカールを見つけ、ルクリおばさんを連れてくることに成功しているので、いざという時には頼りになる。母親を亡くしてからはペリーヌの心の支えとなっている。
工場へ進入して度々オヌーたちに追いかけ回されて摘まみ出されている。池のほとりでの生活中、テオドールの散弾銃で撃たれ瀕死の重傷になるが、リュション医師の治療で回復する。

### 母と子ふたりの旅編
ここでは、その村に登場しているもしくはその村までの道中に登場した人物を国、村ごとにまとめている。

#### ボスニアヘルツェゴビナ（ボスニア）
カルド村
グリゴリッチ
声 - 塩見竜介
カルド村に来たペリーヌ親子に家族全員の写真を撮ってくれと頼んだ人物。名前はスタッフクレジットでは前掲の通り表記されているが、作中では「グレゴリッチ」と皆呼んでいる（以下同様）。
ゴッジ
グリゴリッチの息子。グリゴリッチに服のボタンと帽子をかぶるように注意された。
ヨシフ

グリゴリッチの息子。馬も写真にいれると聞いて、馬を連れて来た。
グリゴリッチの長女
声 - 角谷美佐子
写真1枚を撮るのに時間がかかり、グリゴリッチにあたる。
グリゴリッチの父
写真を撮るのに予想以上の時間がかかった為、我慢できなくなりトイレに行く。
ストーカ村
ドランツ
声 - 木原正二郎
3年前に妻が亡くなり3人の子供と暮らしている。ストーカ村に向かう途中にぬかるみにはまって動けなくなったペリーヌ達の馬車を脱出させた。それだけでなく、温かいスープやヤギのミルクもペリーヌ達に分け与えた。
メルカ
声 - 横沢啓子
ドランツの娘。母親を亡くし、村から出たことがないため母親と旅をしているペリーヌを羨ましがっている。ドランツの妻が亡くなってからはすべての家事を行っている。
カレル
ドランツにスープをこぼしているぞと注意された子供。
プロナスカ村
イーリア
声 - 西尾徳
農家の主人。ペリーヌ親子が道中で泊めてほしいと頼まれ、いきなりのことに戸惑いを見せるが、快諾する。
妻のミレーナの予定よりも早い陣痛で慌てふためいて母を呼びに行く。
家族そろって写真を依頼し、ペリーヌ親子に黙ってチーズとジャムを馬車に詰んでくれた親切一家。
ミレーナ
声 - 松金よね子
イーリアが母を連れてくる為に家を空けている間にマリの手を借り女の子を出産する。
イーリアの母
声 - 遠藤晴
ミレーナの出産の手助けのためイーリアに呼ばれて夫婦の家へ向かう。息子のイーリアに粗雑に扱われており、「私よりもゆりかごの方が大事なのかね」とぼやく。
結局ミレーヌの出産に間に合わず、出産を手助けしてくれたマリに深く感謝している。

#### クロアチア
農家
農家のおばさん
声 - 麻生美代子
クロアチアに入ったペリーヌ親子にヤギの乳をタダで分けてくれた優しいおばさん。付近にはオオカミがいることを伝える。
ガロッチ村
ゴルジモフ伯爵
声 - 安原義人
オーストリアの皇帝に支配されている自分たちの国を皇帝の支配から取り戻そうとしている伯爵。大尉に追われているところをペリーヌ親子に助けられ、無事ガロッジ村を通り抜ける。
実際にこのペリーヌの時代にはクロアチアはオーストリアから占領されており、史実に基づく設定である。
大尉
声 - 渡部猛
ゴルジモフ伯爵を逮捕しようと追いかけている途中でガロッチ村に停泊。ペリーヌ親子がこの村を発った後、部下に命令して連れ戻し、恋人に送るための写真を撮らせた。
兵隊たち
声 - 末森不二男、滝雅也、清川元夢
大尉の部下で、ゴルジモフ伯爵を追っていた兵隊たち。
ペリーヌ親子と2人に庇われている伯爵がガロッチ村に入ろうとした時、見張りをしていた二人が馬車の中を調べようとしたが、ペリーヌの機転にごまかされる。翌日、大尉に命令されペリーヌ親子を村へ戻るよう知らせに行く。
小さな村（名前なし）
神父
声 - 神山卓三
この村で半年前に流行病がはやったこと、そのためこの村に写真を撮ろうとする者はいないことをペリーヌ達に告げた。
ヴァルド
声 - 白川澄子
逃げ出したヤギを連れ帰る途中、ペリーヌ達と出会う。数か月前に流行病によって両親を失った。現在はおじいさんと一緒に暮らし、将来はおじいさんのような猟師になることを夢見ている。
おじいさん
声 - 吉沢久嘉
猟師。流行病によって両親を亡くしたヴァルドを引き取った。見た目は恐いが馬車に取り付けてある飲み水をためておく樽が壊れて困っていたペリーヌ達の樽を直してくれたり、遊び相手のいない孫のヴァルドと遊んでくれるようペリーヌに頼んだりと、心は優しい。

#### イタリア
トリエステ
アンナ・ボンテンペルリ
声 - 中西妙子
6年前に行方不明になった実娘ジーナを捜す女性。ジーナを失って以来は心神喪失気味であり、ジーナが行方不明となった日と同じシチュエーションで見かけたペリーヌをジーナと見間違え、ジーナと思い込む。
彼女とペリーヌ親子との会話の中で、ペリーヌが6歳の時にダッカにいたことが明かされた。
作中では一貫して「ボンテンペルリ夫人」と呼ばれ、ファーストネームである「アンナ」での紹介はなく、エンディングのスタッフロールで明らかになる。
ジーナ・ボンテンペルリ
6年前に行方不明になったボンテンペルリ夫人の娘。ボンテンペルリ夫人によれば、6年前の雨の降った日に突如行方がわからなくなった。回想シーンなどでその姿の具体的な描写はないが、ペリーヌが（第5話で撮った）自分の写真を執事を通して夫人に渡し、ボンテンペルリ夫人がそれを見た際、ペリーヌの姿をジーナのイメージと被らせるカットで、ジーナの顔がペリーヌの姿とオーバーラップする演出が施された。その顔は髪の色以外、ペリーヌと似ているとはいえないものだった。
マリオ
声 - 二見忠男
ボンテンペルリ夫人の執事。夫人の言いつけでペリーヌを尾行し、一行が宿泊していた宿を突き止める。町を離れる途中のペリーヌに、自分の写真を夫人に渡すよう頼まれた。
ヴィットリオ
声 - 松岡文雄
ペリーヌ達が泊っていた宿屋の主人。
警部
声 - 緑川稔
ペリーヌ親子を尋問（別々に）した人物。ペリーヌへの尋問で、彼女が嘘を言っているのではないとは感じたが、ペリーヌがボンテンペルリ夫人の娘ジーナではないという証拠は、マリが差し出した結婚証明書によって最終的に明らかにされ、警部も納得し、逆にペリーヌがボンテンペルリ夫人の娘ではないことを夫人に説得するよう動いた。このときの尋問で、視聴者にペリーヌ一行がなぜ写真家をしているか詳しく説明された。
コンパーニ
声 - 岡田道郎
ヴィットリオの宿に泊っていたペリーヌ親子を連行した警官。警察署での彼との雑談の中で、ペリーヌは旅の理由を語っている。
ベローナ
ペリーヌたちがこのベローナに着いた際、エトワール・サーカス（1878年5月10日 - 5月15日開催）というビラが貼られている。ペリーヌたちがベローナに着いたのはペリーヌのセリフから1878年5月24日であることがわかる。
マルセル・サンド
声 - 岡村悦明
ペリーヌたちがパリ（実際にはイタリアのベローナ）へ向かう途中で一緒にミラノ（目的はエトワール・サーカス団の一行に追いつくこと）まで旅をすることになった男の子。ペリーヌより少し年下である。
学校へ通わせるためにトリエステの叔母に預けられていたが、学校へ通うのが嫌になり、叔母の家を抜け出し、両親のサーカスを追いかける。持ち出した旅のお金を落としてしまい、空腹に耐えかねてパンを盗もうとすることもあったが、本当は優しく思いやりのある少年。バロンに芸を覚えさせようとするが、なかなかバロンは覚えようとしなかった。マルセルとの別れが近くなるとバロンは2つほど芸を覚えた。エトワール・サーカス団ではピエロの役として同団のルイと一緒に演目を演じている模様。最終回ではマロクールで綱渡りを練習している描写があり、ペリーヌと再会した。
原作ではパリの入管待ちをする場面のみで旅芸人の「ピエロのように見える子ども」として登場。城塞の大通りで野宿をしようとしているペリーヌに治安の悪さを教え「グラン・ド・セル」（Grain de Sel、塩粒）と呼ばれる男が営むシャン・ギュロ（Champ Guillot、ギュロの原っぱ）（アニメで言うシモン爺さんの長屋）を紹介する。
パン屋
声 - 池田勝
ベローナへ向かう途中にあった村のパン屋。マルセルがパンを盗もうとするが、ペリーヌにぶつかった拍子に全部落としてしまう。さらに落としたパンの1つをバロンが盗んでいった。ペリーヌがパンの代金を弁償することで一応は許した模様。残りの落としたパンをペリーヌに売ろうとするが、ペリーヌはやんわり断る。
鍛冶屋
声 - 伊武雅之
ペリーヌたちがベローナへ向かう道中偶然見つけた、小さな村の鍛冶屋。馬車の車軸の修理を頼まれ、最初は翌日の夕方までかかると言ったが、ペリーヌの説得により翌日の昼間へ繰り上げた。その代わり、料金は多く頂いている模様。
レオーネ
声 - 北村弘一
ベローナへ向かう道中に立ち寄った村で、結婚式を行っていた人物。ペリーヌたちが写真を撮ることになった際、パリカールが酒樽を飲み干しているのを止めようとしたマリに「今日は息子の結婚式だから」と言って写真を先に撮ってくれるよう促した。
男
声 - 緒方賢一
結婚式場にいた人物。
ガブリエル

となりの耳の遠いおじいさんに向かって写真を撮るから頭をもう少し上げるよう促しているものの、おじいさんは聞こえていない模様。
おじいさん

耳の遠いおじいさん。マリに頭をあげるよう促される。
おばあさん
声 - 沼波輝枝
カブリエルのおばあさん。
ベローナ～ミラノの道中
ロッコ
声 - 野本礼三
旅の途中で出会った写真屋さんで客呼び係。客がペリーヌ親子のもとへ集まっていることに腹立ち、ペリーヌたちに難癖をつける。それに言い返したペリーヌに恥をかかされたことを恨み、写真機を盗もうと企てホテルに忍び込むが、マルセルに気付かれ失敗に終わる。
ホテルの主人らによって取り押さえられるが、マリの機転により警察行きを免れる。そのことによって改心させられ、予定を変更してペリーヌ親子と別の道を行くことを決意する。
ピエトロ・ファンファーニ
声 - 大木民夫
旅の途中で出会った写真師。写真機も首押さえの道具があることで、露光時間が長いことがわかる。写真はマリたちの撮ったものよりピンぼけ気味である。
マリに、自分たちと別の道を行くよう提案するが、ミラノへ急ぐため断られる。最初は反対していたが、ロッコに乗せられて写真機を盗みに行く。
宿屋の主人
イタリアの村でペリーヌ親子が泊まった宿の主人。マルセルに頼まれ、他の従業員や宿泊客と共に写真機を盗みに来たロッコとピエトロを取り押さえる。
プラガ男爵
声 - 小林清志
旅の途中で出会った大地主の男爵で射撃の名人。打ち落とした鳥をバロンが横取りしたため、ペリーヌがバロンを訓練して獲物を横取りさせたと疑う。疑いが晴れた後は無断で自分の土地に入ったペリーヌ親子にやんわりと注意し、ペリーヌ親子が写真屋であることを知り、マリに写真を撮ってもらう。写真代はかなり弾んでくれた。バロンをいたく気に入ったようである。
エトワール・サーカス団（ミラノ）
ジャン・サンド
声 - 池田勝、青森伸（第22話のみ）
マルセルの父親で、サーカス団の中では結構上の方の地位にいる。団長に頼み込んでペリーヌ親子二人だけのためにサーカス団の芸を見せたり、マリが亡くなった時に葬式へ参列したりしている。
シルヴァーナ・サンド
声 - 坪井章子 → 渋沢詩子
マルセルの母親で、エトワール・サーカス団の花形スターとして活躍している。
ブルム
声 - 村松康雄
エトワール・サーカス団の団長。マルセルをミラノまで連れてきたことに感謝し、そのために二人だけのサーカスを演じて喜ばせたやさしい人物。
パジェス
声 - 木原正二郎
パリ編で登場。赤い服を着たエトワール・サーカス団の団員。力持ちで、マルセルを楽々持ち上げた。
ルイ

パリ編で登場。エトワール・サーカス団に所属するピエロ。マルセルと一緒にサーカスの芸を演じている。

#### スイス
アルプス越え（シンプロン峠）
ジョセフ
声 - 大見川高行
シンプロン峠に入る前の村の宿屋で馬番をしている少年。シンプロン峠のふもとに住んでいる両親に送るため、ペリーヌ親子に写真を撮ってもらった。その代金をペリーヌが貸したため、後で大きな恩義を返されることになる。
おかみ
声 - 京田尚子
ジョセフが勤めている宿屋のおかみ。ジョセフに写真代として給料の前借りを頼み込まれるが、断る。
アルマノ村
エミール
声 - 渡部猛
ジョセフの父親。シンプロン峠の途中、車輪が溝にはまりこんだペリーヌ親子の馬車を助け、馬で頂上まで送る。マリは謝礼を渡そうとするが、大変恩義を受けたと息子の手紙にあったため、一切受け取らなかった。
ふもとの村
宿屋の主人
声 - 辻村真人
村の宿屋の主人。
シェールの町
羊飼いの少年
声 - 高坂真琴
ペリーヌが不注意から足をくじいたため、医者を探して馬車を走らせる途中で出会った少年。シェールに医者がいることをマリに教えた。
おばさん
声 - 伊藤あつ子
マリが小麦粉をわけてくれるように頼み込んだ人物。
湖のほとりの町（名前不明、避暑地）
自転車の男
声 - 島田彰
当時珍しかった自転車（形式はペニー・ファージング）に乗っているイギリス人。下り坂で止まれずペリーヌたちの馬車に激突する。
警官
声 - 岸野一彦
自転車が馬車にぶつかった騒ぎで現れた警官。この地区の街頭で商売するには警察署長の許可が必要だと告げる。

#### フランス
ミロード村
農夫
声 - 八奈見乗児
ペリーヌにここがフランスであることを伝えた人物。
宿屋の主人
声 - 依田英助
マリが病で臥せた時に泊まっていた宿の主人。
シュザンヌ
声 - 杉田郁子
マリが病で臥せた時に泊まっていた宿の給仕。
先生
声 - 吉沢久嘉
マリに「馬車で旅をするなんてとんでもないこと」だと言った医者。

### パリ編
シモンじいさん
声 - 永井一郎
マルセルがパリの宿として紹介した広場の地主。シモン荘という長屋もある。廃品回収と、子犬をたくさん飼って犬のブリーダーをしている。ペリーヌたちが使っていた馬車や写真機、マリのインド服なども全てシモンが（28フランで）買い取った。いつもぶどう酒を飲んで酔っぱらっている。結構金にうるさくせせこましいほどいろんなところからお金をとろうとするが、最後はすっかりペリーヌを気に入ってしまう。
カロリーヌ
声 - 市川千恵子
シモン荘の住人で街の歌唄い。皆からは「侯爵夫人」と呼ばれている心優しい老女。苦境に立たされるペリーヌたちを見てガストンにスープをわざと作らせるようなセリフを言っている。マリが亡くなった時も一番の支えとなっている。ペリーヌと別れる前に帽子を渡した。
ガストン
声 - 加藤精三
趣味はスープ作りで職業は靴直し。カロリーヌによってペリーヌたちのスープまで作らされる羽目になったが、本人はあまり嫌がっていない。
あめ屋
声 - 峰恵研
ペリーヌが下宿に来た最初の日に、あめ（ペロペロキャンディー）を2本渡した人物。シモン荘では客車のようなものに住んでいる。
サンドリエ先生
声 - 上田敏也
シモン荘でマリを診た医者。いつも馬車で往診する。
薬屋
声 - 大山豊
サンドリエ先生の処方した薬を出してくれる薬屋。キナぶどう酒が4フラン、薬代（水薬と粉薬）が3フラン50サンチームかかっている。
ルクリおばさん
声 - 麻生美代子
ペリーヌからパリカールを買った人物。シモンじいさんの知り合い。普段から男のような格好をしている。うさぎの毛皮や古金属回収を商売としている。一人旅の途中で行き倒れたペリーヌを助け、一緒に商売をしながらマロクールの近くまで送ってくれた。ペリーヌの旅に欠かせなかった人物だった（後にペリーヌもビルフランにそのときのことを語っている）。ペリーヌと一緒に商売をした際に「あたしと一緒にこのまま商売を続けたら？」と誘いかけた。その後、パリに戻る途中、ピキニの街でペリーヌと再会する。最終回ではパリカールをペリーヌの元へと譲ってくれた。
神父

マリの葬儀を行った。

### ひとりぼっちの旅編
マルガレータ
声 - 吉田理保子
パン屋の女主人。ペリーヌを泥棒呼ばわりして5フラン銀貨を巻き上げた。
スイカ農家・兄弟
声 - 兄：はせさん治、弟：増岡弘
スイカ泥棒が来ていないかを見回りしていた兄弟。ペリーヌとバロンを発見するが、スイカ泥棒でないと知りやや落胆するものの、ペリーヌとバロンの腹がすいている状況を見て食べ物を分け与えた人物。また、スイカ泥棒が来た際、バロンが泥棒に向かって吠え、その声を聞いて兄弟はスイカ泥棒を撃退した。そのことがあって、兄弟はすっかりバロンのことを「利口な奴」と褒め、最終的にはペリーヌをだまして銀貨を巻き上げたマルガレータから5フラン銀貨を取り返すことができた（原作では取られたままである）。
花栽培の農家
声 - 加藤正之
バロンがうさぎを追いかけて、温室へ進入。そこにあった鉢をめちゃくちゃにしてしまう。花農家は激怒したものの、ペリーヌは、5フラン銀貨を弁償に渡すことになる。ペリーヌがほとんどお金を持っていないことを知ると申し訳ない気持ちになり、最後は割れた鉢に植えてあった花をペリーヌが買ったものだと渡してくれた。
花を買ってくれた人
声 - 鈴置洋孝
結婚式のお祝いとして花嫁にペリーヌが持っていた花を買ってくれた人物。

### マロクール編
ビルフラン邸
セバスチャン
声 - 大山豊
ビルフランの忠実な執事。ビルフラン邸の召使の長ともいえる人物。当初はペリーヌを「変わったお嬢さんが舞い込んできたものだ」と見ていたが、食事のマナーや聡明さ、人柄を知り信頼を寄せる。特に息子エドモンの死を知り傷心の余り食事をしようとしないビルフランを説得し、食事を取らせた事には素直に感謝しており、ビルフランがペリーヌ（オーレリィ）を信頼し、愛してさえいると告げ、ペリーヌを喜ばせる。
フェリックス
声 - 塩屋翼
ビルフラン邸のお抱え御者。ルイと一緒に（張り合いながら）バロンの小屋を作ってくれた。
アンリエット
声 - つるたきみこ
ビルフラン邸の小間使いの女性。ペリーヌの身の回りの世話をする担当者で、すぐに親しみをもって接してくれた。ペリーヌの所作から、彼女が決して生まれついての貧乏育ちではないことをセバスチャンに告げる。
ルイ
声 - 金沢寿一
ビルフラン邸の召使い。ペリーヌをトロッコ押しの娘と思って見下していた人物。だが作法、ペリーヌの人柄に触れていく内にそれを撤回。後にバロンの小屋を作ろうとしていた。軽口を叩くのが欠点で、セバスチャンに何度か指摘されている。ペリーヌがビルフランの孫だとわかった後も、「あのお嬢さんの扱いは難しいや」と軽口を叩いているので、相手によって態度を変えているわけではないらしい。
ココ
ビルフランの馬車を引いている馬の名前。
シャモニー …ロザリー（後述）の家で営業している食堂
フランソワーズ
声 - 遠藤晴
ペリーヌの父・エドモンの乳母。息子のセザールとともにマロクールで食堂を経営。第26話で初めてペリーヌに会ったとき、一瞬何かを感じた。ビルフランと同じくエドモンの帰りを心から願っている一人であり、エドモンの話になると周りが見えなくなるほど夢中になる。物語の終盤第47話でビルフランが落ち込んでいる時に慰めのために昔話に訪れ、ビルフランに話した不意の一言がペリーヌの正体を気付かせるきっかけとなった。
原作ではロザリーと二人暮らしで雑貨屋、工員の下宿、女工の共同部屋を妹（アニメ未登場）と共に経営している。アニメでペリーヌが飛び出した共同部屋や秘書になってからの下宿はフランソワーズの物。エドモンの乳母だったことから“フランソワーズかあさん”と呼ばれる。原作ではアニメのような重要な役割を与えられていない。
ロザリー
声 - 黒須薫
フランソワーズの孫娘。父の食堂を手伝いつつ、パンダボワヌ工場で働いている。ペリーヌがはじめてマロクールに着いた時にジャガイモのカゴを持つのを手伝ってもらってペリーヌに好意を持ち、それ以来の親友。到着初日に同じベッドを使わせてくれた。お弁当をペリーヌの分まで作って持ってきてくれている。ペリーヌがビルフランの孫だと分かったあとも以前と変わらない親友付き合いをしている模様。ロザリーという名はビルフランが付けた名であり、そのせいもあってビルフランもロザリーに対しては優しく接してくれている。少々気が強いところもあり、工場の幹部であるテオドールや高級洋服店のラシューズ夫人に対して強気な発言をする場面もある。
原作でもアニメ同様の役で登場しているが、工場での事故で小指を切断するなど、当時の工場での労働では容易に事故に遭い、体の一部を失うことがあることを示す役割も担っている。
ポール
声 - 小山渚
アニメオリジナルキャラクター。ロザリーの弟。学校へ通っている。バロンのことを可愛がっているシーンがあり、ペリーヌからバロンを譲ってもらえるよう姉のロザリーに頼むもののロザリー本人から断られている。ペリーヌがマロクールにてトロッコ押しをやっていた時から秘書としてビルフラン邸に移り住む第40話まではよく登場していたが、話がビルフラン邸の方に移るとほとんど登場しなくなる（第52話で再登場した）。
セザール
声 - 石森達幸
アニメオリジナルキャラクター。ロザリーの父、シャモニーで腕をふるう料理人。ペリーヌが貧乏な時は少し素っ気なかった。ロザリーには大変甘い。ペリーヌが作った天然スグリのジャムに感心し、ほかの料理のレシピも聞きたがった。
マロクール工場
オヌー
声 - 上田敏也
トロッコ押しや糸巻きの機械の現場監督。工員たちからは「オヌーじいさん」と呼ばれている。口やかましい老人だが案外噂好きらしく、ペリーヌがビルフラン邸に住むことになった理由をロザリーからしつこく聞き出そうとする。
ファブリ
声 - 村山明
パンダボワヌ工場の機械技師。英語の通訳もでき、ビルフランからも信頼されている。ロザリーの食堂の常連で、品位がありそれでいて気のいい好青年。元々オーレリィには親切であった。ベンディットが肺炎で入院する時に付き添って、その馬車をペリーヌが操った。病院があるピキニでペリーヌがパリカールとルクリに偶然会い、そこでルクリが「ペリーヌ」と呼んでいるのを見かけた。この偶然もあって、物語の後半（第43話から第48話）ではペリーヌ＝オーレリィであることを知る唯一の人物として、常に励ましてくれた。趣味は読書で、ペリーヌとロザリーに読んでいたレ・ミゼラブルについてあらすじを説明している。後にこの本はペリーヌにプレゼントされる。ビルフランの前でペリーヌが朗読している本である。
原作では工場の後継者争いを中立な立場で傍観する一労働者でしかなくペリーヌの友人でも味方でもない。また、オーレリィの正体がビルフランの孫であることに気付いたというエピソードはない。作中には女工上がりの小娘であるペリーヌを快く思っていないような描写があるが、ビルフランが労働環境の改善を計り始めてからペリーヌに使われているうちに味方になる。ペリーヌがエドモンの娘であることの最終確認をしている。
ベンディット
声 - 依田英助
ファブリと同じくパンダボアヌ工場では数少ない英語の通訳者（原作によるとイギリス人）であるが、肺炎で入院することに。入院の際にペリーヌの操る馬車に乗せられるが、熱に浮かされてペリーヌを「あの世」にお迎えに来た天使と勘違いした。
テオドール
声 - 田中崇
ビルフランの姉の子。ペリーヌの父、エドモンの従兄にあたる。パンダボワヌ工場の最高幹部の一人で、ビルフランの後継者の座を狙っており、タルエルと張り合っている。なにかにつけて「僕は社長の甥で…」とビルフランとの身内柄を主張する。工場には朝6時に来ることになっているのだが、いつも遅刻してくる。ビルフランには一切信頼されていない。タルエルに比べ常識に欠ける言動が多い。ペリーヌがエドモンの娘であると判明し、もう工場の後継者にはなれないとショックを受けたときは、それをタルエルへ焦らしながら伝えて彼を不機嫌にさせ、その様子を見ながら自分を慰めていた。物語の最後までペリーヌに対して陰口を言っていたが、ペリーヌから「身内」と言われ顔が緩む。その後「あの娘はパンダボアヌ一族の中じゃ変わり者だな」とタルエルに笑顔で話していた。
タルエル
声 - 丸山詠二
パンダボアヌ工場の工場長。テオドール同様、ビルフランの後継者の座を狙っている。ビルフランにおべっかを使うのは非常に上手。オーレリィをビルフランへのスパイに仕立てようとした。仕事はそつなくこなすので、テオドールよりはビルフランには一応信頼されている。パンダボアヌ工場の後継者となる野心は持っているものの保身にも長けた人物で、ビルフランにエドモン生存の報告（実際にはビルフランの早とちりではあるが）を受けた際は苦渋の表情を見せるも一番に喜びの声を発したり、ペリーヌがビルフランの孫と知った際も愕然とするも、いの一番にビルフラン邸にお喜びの挨拶に訪れる。ビルフランの孫と判明した後のペリーヌへのおべっかも欠かすことなく行っている様子。水平射撃でバロンを撃ったテオドールに「他に人がいたら（弾が当たって）大変な事になった」とたしなめるなど、テオドールに比べれば結構常識人である事を思わせる発言も多い。
ジャンヌ
声 - 向殿あさみ
ペリーヌ同様トロッコ押しの工員として雇われている。ペリーヌが履いていた靴に興味を持ち、それが自作だと知ると大変驚く。
ジャック
声 - 岡田道郎
工員の一人だが、原料倉庫のリーダーのような存在。麻の管理をしている。不良品の麻があることをペリーヌの言葉でビルフランが気づき、全部ジャックに処分させた。
ジョセフィン
女子工員の宿場に泊まっていた工員。作中未登場だが、ロザリーが会いたいと言っていた人物でもある。
ミミ

女子工員専門の下宿に泊まっていた工員。夜遅く工員の宿泊施設がどんなものかを視察に来たペリーヌたちの気配を感じ起きる。周りから寝ぼけているのでは?と窘められる。
サン・ピポア工場
ブノア
声 - 加藤正之
サン・ピポア工場の責任者。ビルフランに解雇されないよう、受け答えにおどおどしたところがある。
モンブール
声 - 滝雅也
ベンディットが入院、ファブリが出張のため急遽通訳に入ったが、「あいつは、ドイツ語はペラペラだけど、英語はほんのちょっぴり話せるだけさ。あいつの通訳じゃイギリス人がイライラするだけでちっとも作業がはかどらない」（ギョーム談）ということで、ペリーヌが呼び出されるきっかけとなった。実際にイギリス人の言葉を理解できず工場の技師にシドロモドロの回答をしていた。
エドワード
イギリス人技師でサン・ピポア工場に新しい機械を設置するための説明に来ていた。モンブールが見当違いの通訳をしていて、工場の技師に趣旨が伝わらず苦労していた。ペリーヌが通訳をしたことにより誤訳が分かりエドワード自身も安堵していた。
工場の技師
声 - 神山卓三
モンブールの通訳で何が何だか分からず苦労していた。
その他
ギョーム
声 - 沢りつお
パンダボアヌ工場で働いている御者。タルエルに依頼され、ビルフランの動向を逐次報告していた。結構気のいい男ではあるが、勤務中の飲酒を再三ビルフランに注意されていたにも関わらずサンピポア工場に赴いた際に昼食で飲酒により遅刻し、激怒したビルフランから解雇を言い渡される。ビルフランの「自分を裏切った者を私は決して許さない」という信念をペリーヌに垣間見させた人物でもある。御者の仕事はその後ペリーヌが引き受けている。
原作によるとビルフランが失った視力の代わりに自分の代わりをさせようとしていた男。非常に優秀だったと思われるが、馬車を暴走気味に走らせるなど問題も多かった。
ラシューズ夫人
声 - 香椎くに子
マロクールでも1位、2位を争うほどの高級洋服店。ペリーヌのことを田舎者は相手にできないと小声でつぶやく。後ほど店員の女性からペリーヌ（この時にはオーレリィ）がビルフランの秘書である事実を知り、お詫びする羽目に。最終的には宿まで来てお詫びしたいと申し出ているが、本人がそこにいなかったため叶わなかった。タルエルに、ペリーヌが遅くまで帰って来ていないことを告げ口する。
ラシューズ夫人の店の店員（ヴィルジニー）
声 - 小沢かおる
リュション先生
声 - 緑川稔
マロクールにある病院の医師。作中ではロザリーの指の怪我を治したり、バロンが銃で撃たれた際にも治療を施している。
フィリップ弁護士
声 - 吉沢久嘉
ビルフランの顧問弁護士。エドモンの行方を捜す担当。ビルフランにオーレリィが孫である可能性を告げられ、パリに調査に行った。それ以前から、エドモンが残した妻子のことを内心では心配しており、独自に少しだけ調査もしていた。パリでの調査後、ビルフラン邸での「最後の調査」の際にはペリーヌから自然とルクリの名を出させ、それで彼女がエドモンの娘であると確信するに至る。ビルフランにオーレリィの本当の名前がペリーヌ・パンダボアヌと告げる。その後はセバスチャンにもその事実を伝え、屋敷中の召使達が大騒ぎした。
アニメオリジナルキャラクター。原作には登場しない。原作でのエドモン捜索は主に教会と新聞広告で行われており、最終的な報告を行うのはファブリである。
下宿の家主
声 - 島田彰
ペリーヌが秘書になってから借りた下宿の主。犬（バロン）もいる事に気付き賃上げしようとするが一緒についてきたロザリーに「がめついわよおじさん！」と罵られる（最終的な家賃がどうなったかは不明）。基本的には親切な人であり、バロンの犬小屋作りを許可したり手伝ったりもしている。
チビュルス
女子工員から小さい子供を預かっていたおばあさん。目を放した隙（というか本人は飲酒していた）に子供がマッチで火遊びしてしまったため火災が発生。本人は何とか逃げたものの、死者2名、怪我1名という惨事を招いた。名前が出るが、登場は無し。
ブルトヌー夫人
声 - 京田尚子
ビルフランの姉でありテオドールの母（テオドール初登場のシーンのナレーションでテオドールは「ビルフランの『妹』の息子」と言われているので、ブルトヌー夫人は本来はビルフランの妹である筈なのだがその後の展開ではビルフランの姉として扱われている）。ビルフラン邸来訪の度に邸宅一の「蝶の間」を使用していたが、現在はペリーヌが使用している事を知らされ不快に思ったらしく、晩餐会の場でペリーヌの服装に難癖をつけペリーヌを傷つける。ビルフランはそんな姉の気質を知っているのでペリーヌ（オーレリィ）に姉の言動について謝罪している。その一方でペリーヌがビルフランの信頼を得ている事を認めると、息子テオドールのためにペリーヌに協力するように申し出、更にペリーヌの心を傷つける。
ブルム
声 - 大宮悌二
パリに在住の医者でビルフランの目を治療した。リュション先生とは知り合いである。
ナレーター
声 - 渋沢詩子

## スタッフ
- 製作 - 本橋浩一
- 製作管理 - 高桑充 ※ノンクレジット
- プロデューサー - 中島順三・松土隆二
- フジテレビプロデューサー - 別所孝治
- 音楽 - 渡辺岳夫
- キャラクターデザイン - 関修一
- レイアウト・場面構成 - 坂井俊一・森やすじ・桜井美知代・関修一
- 美術設定 - 千葉秀雄
- 美術監督 - 井岡雅宏・千葉秀雄
- 背景 - スタジオアクア・童工房 他
- 彩色 - スタジオロビン
- 撮影監督 - 黒木敬七
- 撮影 - トランス・アーツ
- 編集 - 瀬山武司・割田枡男
- 現像 - 東洋現像所（現IMAGICA）
- 録音監督 - 浦上靖夫
- 効果 - 石田サウンド（現フィズサウンド）
- 整音 - 中戸川次男
- 録音スタジオ - アバコスタジオ
- 録音協力 - オムニバズプロモーション
- 録音制作 - オーディオ・プランニング・ユー(APU)
- 演出助手 - 楠葉宏三・小園井常久・蔭山康生
- 監督 - 斎藤博・腰繁男
- 企画 - 日本アニメーション株式会社
- 制作 - 日本アニメーション・フジテレビ

### 劇場版（1990年）
テレビシリーズを再編集し音声を新録したもの。一部の用語は言い換えが行われている。また、ナレーションは渋沢詩子に代わり日比野美佐子が担当している。1980年に制作されていたものの、同年に上映された劇場版『母をたずねて三千里』（ペリーヌ同様にテレビシリーズを編集して音声を入れ直している）が興行的に不振だったため、1990年までお蔵入りになっていた。
テレビシリーズのレーザーディスク発売に先だち、同作品のビデオソフト・レーザーディスクが発売された他、NHK-BS2でテレビ初放送され、CS放送局では2013年6月にカートゥーン ネットワークで約20年ぶりに放送された。
- 製作 - 本橋浩一
- 製作管理 - 高桑充
- 企画 - 佐藤昭司
- キャラクターデザイン - 関修一
- 音楽 - 渡辺岳夫
- 脚本 - 宮崎晃・佐藤嘉助・加藤盟
- 作画監督 - 桜井美智代・小川隆雄・百瀬義行・村田耕一
- 美術設定 - 千葉秀雄
- 美術監督 - 井岡雅宏
- 美術補佐 - 野崎俊郎
- 撮影監督 - 黒木敬七
- 録音監督 - 浦上靖夫
- 音響制作 - オーディオ・プランニング・ユー(APU)
- 構成監督 - 岡安肇
- 撮影 - 熊瀬哲郎・萩原享・小野聰
- 編集 - 瀬山武司・掛須秀一
- 効果 - 松田昭彦
- 整音 - 中戸川次男
- 現像 - 東洋現像所
- プロデューサー - 中島順三・松土隆二
- 演出助手 - 楠葉宏三・腰繁男・小園井常久・蔭山康生
- 制作ディスク - 増子相二郎
- 制作進行 - 田村学・高砂克己・寺田克弘
- 協力 - 東宝録音センター、オーディオ・プライニング・ユー、トランス・アーツ、オムニバス・プロモーション、スタジオ・アクア・スタジオ・ロビン、童工房、スタジオ・SF、イシダサウンド、オープロダクション
- 監督（演出） - 斎藤博
- 企画・制作 - 日本アニメーション株式会社
- 配給 - 東宝東和

### 完結版（2001年）
テレビシリーズの再編集で、BSフジで放送された。
- 企画 - 佐藤昭司
- 構成 - 平喜美子
- ナレーター - 藤田淑子
- 音響監督 - 早瀬博雪
- 音響制作 - 映像音響システム 会田昌克
- 整音 - 大石幸平
- 録音スタジオ - タクトスタジオ
- プロデューサー - 中島仁（BSフジ）田中伸明
- 演出 - 楠葉宏三
- 制作 - BSFUJI・日本アニメーション

## 主題歌

### オープニングテーマ
「ペリーヌものがたり」
作詞 - つかさ圭 / 作曲 - 渡辺岳夫 / 編曲 - 松山祐士 / 歌 - 大杉久美子
オーケストレーションにフレンチ・ミュゼットとピアノ+ハープ+ヴィブラフォンが使われるが、前者はタニ・スカラ、後者はフロリンド・サッソーネ楽団でよく使用された楽器である。

### エンディングテーマ
「きまぐれバロン」
作詞 - つかさ圭 / 作曲 - 渡辺岳夫 / 編曲 - 松山祐士 / 歌 - 大杉久美子

### 挿入歌
「少女の夢」
作詞 - つかさ圭 / 作曲 - 渡辺岳夫 / 編曲 - 松山祐士 / 歌 - 大杉久美子 / コーラス - フィーリング・フリー
「ボンジュール！」
作詞 - 中里綴 / 作曲 - 渡辺岳夫 / 編曲 - 松山祐士 / 歌 - 大杉久美子 / コーラス - フィーリング・フリー
「ロザリーは友だち」
作詞 - つかさ圭 / 作曲 - 渡辺岳夫 / 編曲 - 松山祐士 / 歌 - 大杉久美子
「太陽みたいな女の子」
作詞 - 中里綴 / 作曲 - 渡辺岳夫 / 編曲 - 松山祐士 / 歌 - こおろぎ'73

## 各話リスト
| 話数   | 放送日        | サブタイトル                | 脚本            | コンテ     | 作画監督          |
| ------ | ------------- | --------------------------- | --------------- | ---------- | ----------------- |
| 第1話  | 1978年 1月1日 | 旅立ち                      | 宮崎晃          | 斎藤博     | 小川隆雄          |
| 第2話  | 1月8日        | 遠い道                      | 宮崎晃          | とみの喜幸 | 百瀬義行          |
| 第3話  | 1月15日       | おかあさんのちから          | 宮崎晃          | 高畑勲     | 村田耕一          |
| 第4話  | 1月22日       | 泥だらけの伯爵              | 宮崎晃          | 斎藤博     | 小川隆雄          |
| 第5話  | 1月29日       | おじいさんと孫              | 宮崎晃          | とみの喜幸 | 百瀬義行 小川隆雄 |
| 第6話  | 2月5日        | 二人の母                    | 宮崎晃          | 高畑勲     | 百瀬義行 小川隆雄 |
| 第7話  | 2月12日       | サーカスの少年              | 宮崎晃          | 黒田昌郎   | 村田耕一          |
| 第8話  | 2月19日       | 酔っぱらいロバ              | 宮崎晃          | 池野文雄   | 小川隆雄          |
| 第9話  | 2月26日       | 商売がたき                  | 宮崎晃          | とみの喜幸 | 小川隆雄          |
| 第10話 | 3月5日        | 写真機どろぼう              | 宮崎晃          | 池野文雄   | 百瀬義行 小川隆雄 |
| 第11話 | 3月12日       | バロンがんばる              | 宮崎晃          | とみの喜幸 | 桜井美知代        |
| 第12話 | 3月19日       | たった二人の観客            | 宮崎晃          | 池野文雄   | 村田耕一          |
| 第13話 | 3月26日       | アルプス越え                | 宮崎晃          | 斎藤博     | 小川隆雄          |
| 第14話 | 4月2日        | 美しい国で                  | 宮崎晃          | 池野文雄   | 桜井美知代        |
| 第15話 | 4月9日        | フランス! フランス!         | 宮崎晃          | 池野文雄   | 小川隆雄          |
| 第16話 | 4月16日       | おかあさんの決意            | 宮崎晃 加藤盟   | 黒田昌郎   | 桜井美知代        |
| 第17話 | 4月23日       | パリの宿                    | 宮崎晃          | 池野文雄   | 小川隆雄          |
| 第18話 | 4月30日       | シモンじいさん              | 宮崎晃          | 黒田昌郎   | 桜井美知代        |
| 第19話 | 5月7日        | パリの下町っ子              | 宮崎晃          | とみの喜幸 | 小川隆雄          |
| 第20話 | 5月14日       | パリカールとの別れ          | 宮崎晃          | 池野文雄   | 桜井美知代        |
| 第21話 | 5月21日       | 最後の言葉                  | 宮崎晃          | 黒田昌郎   | 百瀬義行          |
| 第22話 | 5月28日       | 忘れられない人々            | 宮崎晃          | 池野文雄   | 百瀬義行          |
| 第23話 | 6月4日        | ひとりぽっちの旅            | 宮崎晃          | 黒田昌郎   | 小川隆雄          |
| 第24話 | 6月11日       | 美しい虹                    | 宮崎晃          | 池野文雄   | 小川隆雄          |
| 第25話 | 6月18日       | パリカール! 私のパリカール! | 宮崎晃 佐藤嘉助 | 池野文雄   | 小川隆雄          |
| 第26話 | 6月25日       | 親切なルクリおばさん        | 宮崎晃 佐藤嘉助 | 黒田昌郎   | 百瀬義行          |
| 第27話 | 7月2日        | おじいさんの冷い顔          | 宮崎晃 佐藤嘉助 | 池野文雄   | 小川隆雄          |
| 第28話 | 7月9日        | パンダボアヌ工場            | 宮崎晃 佐藤嘉助 | 池野文雄   | 百瀬義行          |
| 第29話 | 7月16日       | 池のほとりの小屋            | 宮崎晃 佐藤嘉助 | 黒田昌郎   | 小川隆雄          |
| 第30話 | 7月23日       | 自分の力で                  | 宮崎晃          | とみの喜幸 | 百瀬義行          |
| 第31話 | 7月30日       | お客様を迎えて              | 宮崎晃          | 池野文雄   | 小川隆雄          |
| 第32話 | 8月6日        | 名前の秘密                  | 宮崎晃          | 池野文雄   | 桜井美知代        |
| 第33話 | 8月13日       | テオドールの財布            | 宮崎晃          | 池野文雄   | 小川隆雄          |
| 第34話 | 8月20日       | 忘れられない一日            | 宮崎晃 加藤盟   | 池野文雄   | 百瀬義行          |
| 第35話 | 8月27日       | 英語の手紙                  | 宮崎晃 加藤盟   | 池野文雄   | 小川隆雄          |
| 第36話 | 9月3日        | よろこびと不安              | 宮崎晃 加藤盟   | 斎藤博     | 桜井美知代        |
| 第37話 | 9月10日       | おじいさんの大きな手        | 宮崎晃 加藤盟   | 黒田昌郎   | 小川隆雄          |
| 第38話 | 9月17日       | すてきなワンピース          | 宮崎晃 加藤盟   | とみの喜幸 | 百瀬義行          |
| 第39話 | 9月24日       | インドからきた手紙          | 宮崎晃 加藤盟   | 池野文雄   | 小川隆雄          |
| 第40話 | 10月1日       | バロンの災難                | 宮崎晃 加藤盟   | 池野文雄   | 桜井美知代        |
| 第41話 | 10月8日       | お城のような家              | 宮崎晃 加藤盟   | とみの喜幸 | 小川隆雄          |
| 第42話 | 10月15日      | ロザリーの悲しみ            | 宮崎晃          | 斎藤博     | 関修一 百瀬義行   |
| 第43話 | 10月22日      | 日曜日。ペリーヌは…         | 宮崎晃          | 池野文雄   | 小川隆雄          |
| 第44話 | 10月29日      | いじわるな夫人              | 宮崎晃 加藤盟   | 池野文雄   | 桜井美知代        |
| 第45話 | 11月5日       | ボスニアからの知らせ        | 宮崎晃 加藤盟   | とみの喜幸 | 小川隆雄          |
| 第46話 | 11月12日      | ビルフランの悲しみ          | 宮崎晃          | 池野文雄   | 百瀬義行          |
| 第47話 | 11月19日      | オーレリィの顔              | 宮崎晃          | 池野文雄   | 小川隆雄          |
| 第48話 | 11月26日      | 火事                        | 宮崎晃          | とみの喜幸 | 桜井美知代        |
| 第49話 | 12月3日       | 幸せの涙が流れる時          | 宮崎晃          | 池野文雄   | 小川隆雄          |
| 第50話 | 12月10日      | 初雪の降った日              | 宮崎晃          | 池野文雄   | 百瀬義行          |
| 第51話 | 12月17日      | おじいさんの目              | 宮崎晃          | 池野文雄   | 小川隆雄          |
| 第52話 | 12月24日      | 忘れられないクリスマス      | 宮崎晃          | 池野文雄   | 桜井美知代        |
| 第53話 | 12月31日      | 春の訪れ                    | 宮崎晃          | 池野文雄   | 小川隆雄          |

## 放送局
※放送日時・系列は本番組終了時（1978年12月）のもの。
| 放送地域       | 放送局         | 放送日時           | 放送系列                                     | 備考                                   |
| -------------- | -------------- | ------------------ | -------------------------------------------- | -------------------------------------- |
| 関東広域圏     | フジテレビ     | 日曜 19:30 - 20:00 | フジテレビ系列                               | 制作局                                 |
| 北海道         | 北海道文化放送 | 日曜 19:30 - 20:00 | フジテレビ系列                               |                                        |
| 秋田県         | 秋田テレビ     | 日曜 19:30 - 20:00 | フジテレビ系列                               |                                        |
| 山形県         | 山形テレビ     | 日曜 19:30 - 20:00 | フジテレビ系列                               |                                        |
| 宮城県         | 仙台放送       | 日曜 19:30 - 20:00 | フジテレビ系列                               |                                        |
| 長野県         | 長野放送       | 日曜 19:30 - 20:00 | フジテレビ系列                               |                                        |
| 静岡県         | テレビ静岡     | 日曜 19:30 - 20:00 | フジテレビ系列                               |                                        |
| 富山県         | 富山テレビ     | 日曜 19:30 - 20:00 | フジテレビ系列                               |                                        |
| 石川県         | 石川テレビ     | 日曜 19:30 - 20:00 | フジテレビ系列                               |                                        |
| 福井県         | 福井テレビ     | 日曜 19:30 - 20:00 | フジテレビ系列                               |                                        |
| 中京広域圏     | 東海テレビ     | 日曜 19:30 - 20:00 | フジテレビ系列                               |                                        |
| 近畿広域圏     | 関西テレビ     | 日曜 19:30 - 20:00 | フジテレビ系列                               |                                        |
| 島根県・鳥取県 | 山陰中央テレビ | 日曜 19:30 - 20:00 | フジテレビ系列                               |                                        |
| 岡山県         | 岡山放送       | 日曜 19:30 - 20:00 | フジテレビ系列 テレビ朝日系列                | [ 注釈 5 ]                             |
| 広島県         | テレビ新広島   | 日曜 19:30 - 20:00 | フジテレビ系列                               |                                        |
| 愛媛県         | 愛媛放送       | 日曜 19:30 - 20:00 | フジテレビ系列                               | 現・テレビ愛媛                         |
| 福岡県         | テレビ西日本   | 日曜 19:30 - 20:00 | フジテレビ系列                               |                                        |
| 佐賀県         | サガテレビ     | 日曜 19:30 - 20:00 | フジテレビ系列                               |                                        |
| 熊本県         | テレビ熊本     | 日曜 19:30 - 20:00 | フジテレビ系列 日本テレビ系列 テレビ朝日系列 |                                        |
| 沖縄県         | 沖縄テレビ     | 日曜 19:30 - 20:00 | フジテレビ系列                               |                                        |
| 青森県         | 青森放送       | 土曜 18:00 - 18:30 | 日本テレビ系列 テレビ朝日系列                |                                        |
| 岩手県         | 岩手放送       | 日曜 18:00 - 18:30 | TBS系列                                      | 現・IBC岩手放送                        |
| 福島県         | 福島テレビ     | 土曜 18:00 - 18:30 | TBS系列 フジテレビ系列                       |                                        |
| 山梨県         | 山梨放送       | 水曜 19:00 - 19:30 | 日本テレビ系列                               | テレビ宮崎からのマイクロネットで放送。 |
| 新潟県         | 新潟総合テレビ | 月曜 18:30 - 19:00 | フジテレビ系列 日本テレビ系列 テレビ朝日系列 | [ 注釈 6 ]                             |
| 山口県         | 山口放送       | 月曜 19:00 - 19:30 | 日本テレビ系列 テレビ朝日系列                | [ 注釈 7 ]                             |
| 徳島県         | 四国放送       | 木曜 19:00 - 19:30 | 日本テレビ系列                               |                                        |
| 香川県         | 西日本放送     | 月曜 18:00 - 18:30 | 日本テレビ系列                               |                                        |
| 高知県         | 高知放送       | 月曜 18:00 - 18:30 | 日本テレビ系列                               |                                        |
| 長崎県         | テレビ長崎     | 日曜 18:00 - 18:30 | フジテレビ系列 日本テレビ系列                |                                        |
| 大分県         | テレビ大分     | 月曜 18:00 - 18:30 | 日本テレビ系列 フジテレビ系列 テレビ朝日系列 |                                        |
| 宮崎県         | テレビ宮崎     | 水曜 19:00 - 19:30 | 日本テレビ系列 フジテレビ系列 テレビ朝日系列 |                                        |
| 鹿児島県       | 鹿児島テレビ   | 土曜 19:00 - 19:30 | 日本テレビ系列 フジテレビ系列 テレビ朝日系列 |                                        |

## 音楽集・ノベライズ等の情報
『ペリーヌ物語 うたとおはなし』LP 日本コロムビア1978年10月発売。（現在廃盤）
A面には歌6曲収録。B面は全話をダイジェストした『おはなし』を収録。マロクール村での登場人物や展開はテレビシリーズのそれと異なる。
『ペリーヌ物語 うたとおはなし』CD 日本コロムビア1995年8月発売。（現在廃盤）
LPの復刻盤。
『日本アニメーション 名作アニメミュージック・サンプラー COLUMBIA YEARS 1975〜1979,1990〜1994』CD
TVサイズの主題歌や主なBGMなどを収録。
『世界名作劇場メモリアル音楽館 ペリーヌ物語』CD COCX34806→07 コロムビアミュージックエンターテイメント株式会社 2008年5月21日発売
主題歌・挿入歌を含め、未使用の一部を除くBGMのほとんどを収録。付属ライナーノーツに全曲リストや資料も掲載されている。LPの「おはなし」部分などは収録されていない。
テレビ名作まんが『ペリーヌ物語1 アルプスをこえて』1978年3月10日初版発行
テレビ名作まんが『ペリーヌ物語2 おとうさんのふるさと』1978年3月25日初版発行
いずれも朝日ソノラマ刊（構成と文：前田忠、絵：木村光雄、背景：アド・ジュープ）
付属の「おはなしソノシート」には鶴ひろみによる朗読を収録。話の概要は下記の世界名作ものがたりに準じた形で、パリ以降のほとんどのゲストキャラクターのデザインや舞台設定はテレビシリーズのそれと異なっている。
世界名作ものがたり29『ペリーヌ物語』1978年3月 朝日ソノラマ刊（文：花村雅彦、挿絵：木村光雄）
同書の著者である花村雅彦は、本作品で脚本を手がけた宮崎晃のペンネームである。本作品は自由な抄訳や翻案を元に制作を開始した作品だが、宮崎は後に入手した完訳本の岩波文庫版『家なき娘』を参考にして同書を書くことで、全体を通した構想を練った。『ペリーヌ物語 うたとおはなし』のドラマ部分は、同書に近い内容である。最終的なテレビシリーズとは異なった筋の運びや設定内容も多々散見され、2004年に出た『世界名作劇場 ペリーヌ物語』（竹書房文庫）とも異なる。なお同書は、読む世界名作劇場 『ペリーヌ物語』として加筆されたものが、文溪堂から宮崎晃の名で2005年に出版された。

## 映像ソフト化
テレビシリーズのDVDは2000年3月25日 - 6月25日にかけて全13巻が発売された。DVD版は本放映当時のものやLD版と比べ修正があり（第31話のポールの帽子の有無など、第49話のヒゲは未修正）、全53話に対して16種類（スタッフや字幕違い）のオープニング映像を全話に貼り付けており、初回放送やその後の何度かの再放送とも違う素材が使用されている話がいくつかある。
また、2012年にはデジタルリマスター版が制作されており、同年12月21日にDVD-BOXが発売。オリジナルでは見えなかった部分が引き伸ばされ、画質が1080iに再編集されている。